# Jack Tenney
Jack Breckinridge Tenney (1er avril 1898 - 4 novembre 1970) est un homme politique américain connu pour avoir mené des enquêtes anticommunistes en Californie dans les années 1940 et au début des années 1950 en tant que chef du sous-comité d'enquête du Sénat de Californie sur les activités anti-américaines (California Senate Factfinding Subcommittee on Un-American Activities, aussi communément résumé en Comité Tenney) ; auparavant, il est compositeur de chansons, surtout connu pour le titre Mexicali Rose.

## Jeunesse
Jack Breckinridge Tenney naît le 1er avril 1898 à St. Louis (Missouri) et emménage en Californie en 1908. Pendant la Première Guerre mondiale, il combat avec le corps expéditionnaire américain en France. À son retour, il épouse Leda Westrem, une sténographe de 16 ans, et ils ont un bébé alors qu'ils vivent au 3764 South Main Street, à Los Angeles. Des problèmes conjugaux s'ensuivent lorsque Tenney devient musicien professionnel en 1919, forme le Majestic Orchestra et, de 1920 à 1923  passe son temps à jouer dans des salles de danse et des hôtels à Calexico et Mexicali. Leda demande la séparation pour non-soutien familial et abandon de famille en juillet 1920, et obtient la garde et une pension de soutien. Elle trouve la mort dans un accident d'automobile en janvier 1921.

## Carrière
Alors qu'il était chef d'orchestre et musicien professionnel de 1919 à 1933 à Calexico, en Californie et à Mexicali, au Mexique, il composa le « standard » populaire Mexicali Rose. En 1922, il écrit les paroles, les mettant sous le nom de Helen Stone, une chanteuse qui a financé la première publication, par WA Quincke & Co., Los Angeles, le 10 mars 1923.
Cependant, Jack Tenney concentre ses énergies vers ses cours du soir en droit et retourne à Los Angeles en 1928. Le film parlant Mexicali Rose de 1929, avec Barbara Stanwyck, allait et venait. Il aurait vendu sa part dans les droits de Mexicali Rose pour deux à trois mille dollars à la M.M. Cole Company de Chicago. En décembre 1932, Jack Tenney est élu au poste lucratif de président de la section locale 47 de la Fédération américaine des musiciens. En 1935, il réussit l'examen théorique du barreau de l'État de Californie ainsi que l'épreuve pratique. Il est ensuite élu à l'Assemblée et au Sénat de l'État de Californie à de multiples reprises.

### Assemblée de l'État de Californie
Jack B. Tenney se présente à l'Assemblée de l'État de Californie en tant que démocrate en 1936 et remporte le siège. En 1940, il fait également partie des grands électeurs de Californie, votant pour Franklin D. Roosevelt. En 1942, Jack Tenney se présente au Sénat californien sous l'étiquette des républicains et remplit trois mandats de quatre ans.

### Le Comité Tenney
Jack Tenney se fait un nom au Sénat de l'État en tant qu'ennemi du communisme et devient président du comité sénatorial de Californie sur les activités anti-américaines de 1941 à 1949,. Il déclare : « On ne peut pas coexister avec le communisme, pas plus qu'on ne peut coexister avec un nid de serpents à sonnettes. ». En tant que président du sous-comité d'enquête du Sénat de Californie sur les activités anti-américaines, qui enquête sur des communistes présumés en Californie, Jack Tenney « a vigoureusement attaqué tous ceux qu'il croyait être communistes ou avoir des sympathies communistes. ».
Les enquêtes du comité Tenney visent entre autres :
- Paul Robeson : chanteur, acteur et militant[9]
- Carey McWilliams : écrivain (avec d'autres membres du Comité de défense des accusés du Sleepy Lagoon)[10]
- Catherine Bauer Wurster : logeuse qui a su défendre avec succès elle-même et son mari, William Wurster[11]
- Luisa Moreno : syndicaliste d'origine guatémaltèque[6]
- Edward G. Robinson : Acteur hollywoodien que Tenney dénonce en 1949 comme « fréquemment impliqué dans les fronts et les causes communistes. »[12].

### La première liste noire
En 1941, le producteur Walt Disney publie une annonce dans Variety, magazine spécialisé de l'industrie, déclarant sa conviction que « l'agitation communiste » est à l'origine d'une grève des dessinateurs et des animateurs dans ses studios. Selon les historiens Larry Ceplair et Steven Englund, « En réalité, la grève était le résultat du paternalisme autoritaire, de l'autoritarisme et de l'insensibilité de Disney. ». Inspiré par Disney, le sénateur Tenney de l'État de Californie, président du sous-comité d'enquête du Sénat de Californie sur les activités anti-américaines, lance une enquête sur les « rouges dans les films ». L'enquête finit en eau de boudin et devient sujet à moqueries dans divers gros titres de Variety.

### Interdiction de livres
En 1941, John D. Henderson, président de l'assciation des bibliothèques californiennes (California Library Association, CLA), prédit que dans les années 1940, les bibliothécaires connaîtraient une « guerre contre les livres et les idées ». En réponse à ce climat, la CLA forme un « Comité sur la liberté intellectuelle pour sauvegarder les droits des usagers des bibliothèques à la liberté d'enquête ». Dans le même temps, Tenney est nommé président d'un comité législatif d'enquête sur les activités abtiaméricaines en Californie, chargé d'enquêter sur « tous les faits (…) rendant la population de l'État(…) moins en forme physiquement, mentalement, moralement, économiquement ou socialement. ». Le Comité Tenney a commencé à enquêter sur tous les manuels associés à des subversifs présumés, tels que Carey McWilliams ou Langston Hughes. Une série de manuels en plusieurs volumes appelée Building America Series, utilisée dans les salles de classe depuis plus d'une décennie, est soumise à l'examen minutieux du Comité Tenney. Le membre du Comité, Richard E. Combs, fait valoir que la série met « un accent excessif sur les bidonvilles, la discrimination, les pratiques de travail déloyales,… et un grand nombre d'autres éléments qui constituent le côté miteux de la vie. ». Miriam Matthews écrit un article détaillant le travail de la CLA contre la censure pour le Library Journal de l'American Library Association dans lequel elle soutient que, en cas de succès, les efforts législatifs du Comité Tenney « interdiraient l'enseignement sur des sujets controversés. ».

### Émeutes zazous
Le 21 juin 1943, le Comité d'État des activités anti-américaines, dirigé par le sénateur Tenney, arrive à Los Angeles avec l'ordre de « déterminer si les émeutes zazous en cours sont parrainées par des agences nazies tentant de semer la désunion entre les États-Unis et les pays latino-américains. » Bien que Tenney ait affirmé avoir des éléments prouvant que les émeutes étaient « parrainées par l'Axe », aucune preuve n'est jamais présentée pour étayer cette affirmation. Les émissions de propagande japonaise accusent le gouvernement américain d'ignorer la brutalité des Marines américains envers les Mexicains. À la fin de 1944, faisant fi des conclusions du Comité McGucken et l'annulation unanime des condamnations par la cour d'appel dans l'affaire du Sleepy Lagoon le 4 octobre, le Comité Tenney décrète que la Guilde américaine des avocats (National Lawyers Guild) est un « bastion communiste effectif. »,.

### Serment de fidélité
Jack Tenney joue un rôle déterminant en forçant l'Université de Californie à faire prêter serment de loyauté à ses professeurs lorsqu'il présente une législation exigeant de tels serments. En 1949, alors qu'il est à la tête du comité contre les activités anti-américaines, Jack Tenney rédige un projet de loi qui introduirait un amendement constitutionnel à inscrire au scrutin de l'État et qui donnerait à la législature de l'État l'ascendant sur l'université en matière de loyauté. Le projet de loi 130 du Sénat de Tenney aurait interdit l'enseignement de matières déclarées non américaines dans les écoles publiques de Californie, qui seraient tenues d'enseigner « l'américanisme »[réf. nécessaire]
Le représentant de l'Université à l'Assemblée législative, le contrôleur James H. Corley, qui est le principal lobbyiste universitaire, s'alarme car il estime que Tenney représente un mouvement politique voué au succès. Après la consultation de James Corley avec Jack Tenney, le programme de serment de fidélité est mis en œuvre sans recours au scrutin, apparemment sans consulter le président des universités californiennes, Robert Gordon Sproul. Ironiquement, Corley surestime le pouvoir de Jack B. Tenney, qui est évincé de son poste de président du Comité des activités anti-américaines la même année (1949).
En 1950, Sproul soutient l'adoption d'une loi similaire (Levering Act).

### Campagnes
Jack Tenney se présente sans succès à l'investiture républicaine au Sénat américain en 1944, et en 1949, l'année où il est démis de la présidence du comité qui porte son nom. Il se présente à l' élection municipale de Los Angeles, et se classe cinquième. La conduite des audiences, selon un récit ultérieur, « a gravement violé la procédure régulière », et sur les centaines de personnes assignées à comparaître et interrogées au cours de ses huit années, pas une seule n'est inculpée, et encore moins condamnée, de quelconque forme de subversion.

### America Firstet l'antisémitisme
En 1952, Jack Tenney cherche à entrer à la Chambre des représentants des États-Unis, acceptant l'aide de l'antisémite Gerald L.K. Smith du parti America First. Tenney perd contre Joseph F. Holt, qui remporte les élections générales.
Tenney produit un certain nombre de livres antisémites, qui « mettaient l'accent sur des interprétations odieuses de passages talmudiques », notamment Anti-Gentile Activity in America, Zion's Fifth Column (1952), Zionist Network (1953) et Zion's Trojan (avec une introduction de John O. Beaty),. Jack Tenney se présente à la vice-présidence sur la liste du Parti national chrétien (Christian National Party, CNP) de 1952 dirigée par Douglas MacArthur. MacArthur avait été « enrollé » par le CNP (ainsi que par le parti America First) sans son consentement, et la liste du CNP obtient peu de voix. En 1954, le chef du comité républicain californien souligne cette course comme une raison pour s'opposer à la renomination de Jack Tenney[réf. nécessaire].
Lors d'un débat en avril 1954 avec Mildred Younger, qui le contestait pour l'investiture républicaine dans le 38e district sénatorial (qui comprenait le comté de Los Angeles ), Jack Tenney nie, sous un interrogatoire direct de Younger, connaître Smith, bien qu'il se soit présenté à la candidature de vice-président du parti de Smith et soit apparu sur la couverture de The Cross and the Flag de Smith le mois précédant le débat. Younger  bat Tenney, mais perd les élections générales face au candidat démocrate. Le New York Times considère sa défaite comme le début de la fin du maccarthysme.
Jack Tenney déménage pour Banning, en Californie, en 1959, et travaille comme procureur à temps partiel dans la ville voisine de Cabazon (Californie). Il se présente sans succès au Congrès en 1962.[réf. nécessaire]

## Vie privée
En 1921, Jack Tenney épouse Florence. Ils ont  une fille, Leila. En 1945, Tenney et Florence Tenney divorcent. L'une des filles de Tenney est Leila Florence Donegan, ancienne maire de Monterey Park, en Californie. Jack Tenney a une fille aînée issue d'une relation précédente, Virginia Woodward.
Tenney décède en 1970, à l'âge de 70 ans,.

## Distinctions
- 1953 : Docteur honoris causa en lettres humaines de l'université non accréditée de Sequoia [28]

Jack Tenney y prononce  également le discours d'ouverture cette année-là.

## Travaux
- Zion's Trojan Horse (1953) [30]